# 达勒雷京
拿督达勒雷京（1971年8月23日—），马来西亚政治人物，为人民复兴党署理主席，现任沙巴州议会摩约州议员。他也曾担任马来西亚国际贸易及工业部长（2018－2020）、兵南邦国会议员（2018－2022）和公正党副主席（－2016）等职。

## 政治生涯

### 国会议员
2013年马来西亚大选时，达勒雷京代表人民公正党当选为沙巴兵南邦的国会议员。他于2016年9月22日退出公正党，并在之后加入由沙菲益阿达领导的沙巴民族复兴党，担任副主席一职。2018年马来西亚第十四届大选，他继续连任该议席。之后他在第七任首相马哈迪·莫哈末的内阁中出任马来西亚国际贸易及工业部长，官至政权易手，并由阿兹敏阿里（兼高级政务部长）接任。

### 州议员
2020年沙巴州选举，他代表民兴党当选为沙巴州议会摩约的州议员。

### 相关事件
2019年2月11日，由于马来西亚经济形势严峻，首相马哈迪·莫哈末办公室宣布成立经济行动理事会，由马哈迪亲自担任主席，并委任16名成员，其中包括四名内阁部长、官联公司及私人企业代表。四名内阁部长分别是经济事务部长阿兹敏阿里、财政部长林冠英、达勒雷京及工程部长巴鲁比安。
2019年10月6日，马来人尊严大会执行长再纳吉林在该大会致开幕词时放话，如果马来西亚人不遵守联邦宪法这项社会契约，根据伊斯兰教义的第3条和第4条，这允许马来人驳回当初的契约。对此，达勒雷京批评再纳吉林在该大会上发表的开幕词，同时指每当有涉及马来人的问题出现时，将其归咎于非马来人和威胁他们的公民权是不公平的。

## 个人荣誉
- 沙巴：
  -  神山辉煌勋章（PGDK）—拿督（2018年）[11]